# Palpelius
Palpelius Simon, 1903 è un genere di ragni appartenente alla famiglia Salticidae.

## Caratteristiche
Le femmine di questo genere misurano al massimo 7 mm di lunghezza, i maschi variano da 6 a 10. Il cefalotorace è abbastanza ampio e rialzato nella pars cephalica, digradando subito dopo il pattern oculare.
Il colore prevalente è rosso-bruno, con vari disegni e chiazze di colore bianco lateralmente e centralmente. L'opistosoma è pallido con strisce trasversali scure nei pressi del centro, non sempre presenti.
Le zampe sono marroni con le due paia anteriori più robuste e più scure; sono presenti anche piccole strisce nere al di sotto delle patelle e delle tibie.

## Distribuzione
Le 14 specie oggi note di questo genere sono diffuse in Indonesia, Oceania e in Australia: in particolare ben quattro specie sono endemiche delle isole Figi e tre del Borneo.

## Tassonomia
Gli esemplari studiati per la determinazione della specie tipo vennero descritti da Thorell nel 1881 che li denominò Plexippus beccarii; a seguito di un'analisi di Simon del 1903 assunsero la denominazione di P. beccarii.
A dicembre 2010, si compone di 14 specie:
- Palpelius albofasciatus Peckham & Peckham, 1907 — Borneo
- Palpelius arboreus Peckham & Peckham, 1907 — Borneo
- Palpelius beccarii (Thorell, 1881)[3] — dall'Arcipelago delle Molucche all'Australia
- Palpelius clarus Roewer, 1938 — Nuova Guinea
- Palpelius dearmatus (Thorell, 1881) — Queensland
- Palpelius discedens Kulczyński, 1910 — Arcipelago delle Bismarck
- Palpelius fuscoannulatus (Strand, 1911) — Isole Aru
- Palpelius kuekenthali (Pocock, 1897) — Arcipelago delle Molucche
- Palpelius namosi Berry, Beatty & Prószynski, 1996 — Isole Figi
- Palpelius nemoralis Peckham & Peckham, 1907 — Borneo
- Palpelius taveuniensis Patoleta, 2008 — Isole Figi
- Palpelius trigyrus Berry, Beatty & Prószynski, 1996 — Isole Caroline
- Palpelius vanuaensis Patoleta, 2008 — Isole Figi
- Palpelius vitiensis Patoleta, 2008 — Isole Figi